# Palácio Arquiepiscopal de Alcalá de Henares

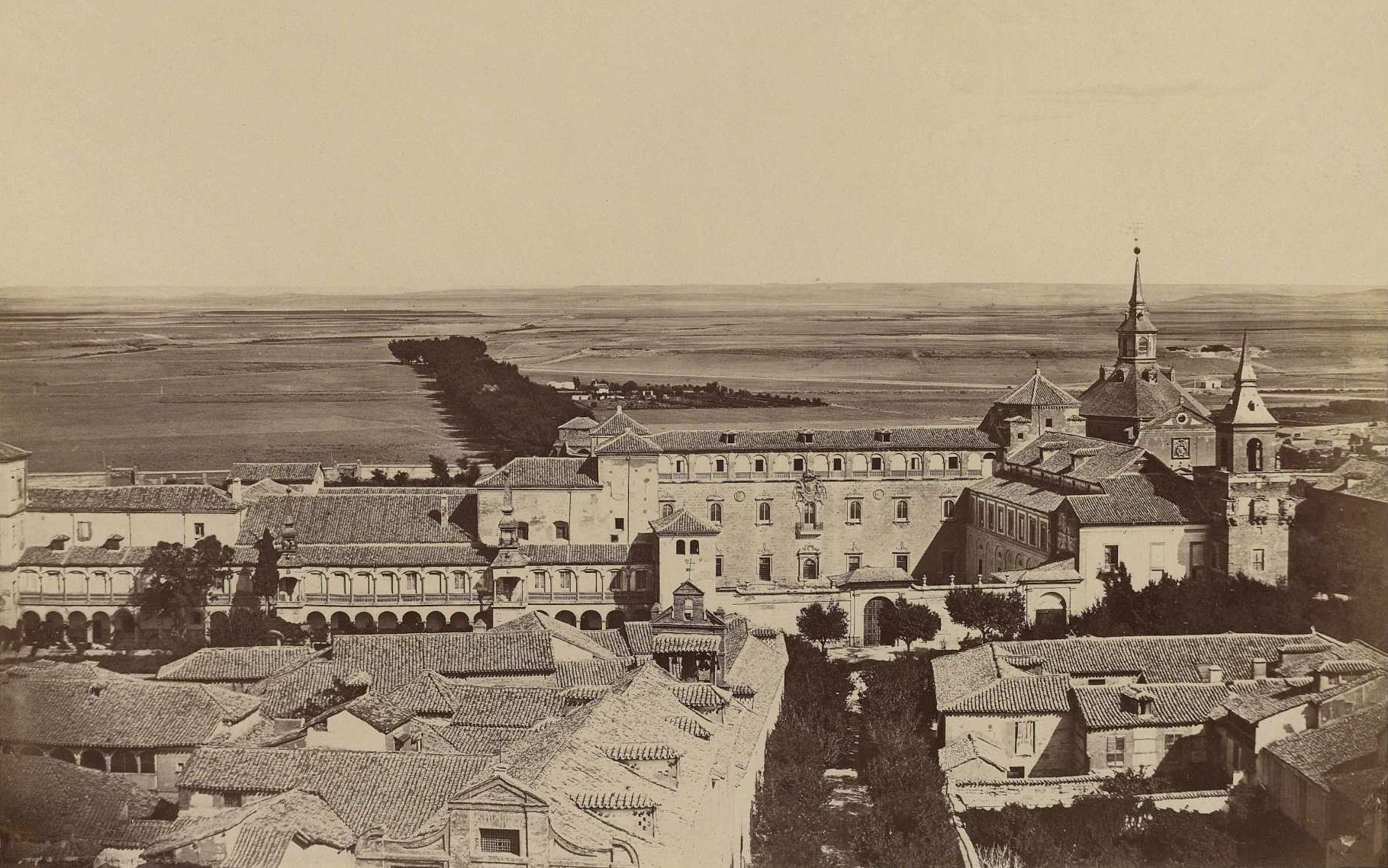
Palácio Arquiepiscopal de Alcalá de Henares (Jean Laurent ca. 1870).

O Palácio Arquiepiscopal de Alcalá de Henares (em espanhol: Palacio Arzobispal de Alcalá de Henares) é um palácio situado em Alcalá de Henares, na Comunidade de Madrid, Espanha. Atualmente é a casa da Diocese de Alcalá de Henares. Está situado na Plaza del Palacio e faz parte do conjunto monumental reconhecido como Patrimônio da Humanidade pela UNESCO. Neste edifício veio residir diferentes monarcas, aqui foram realizados sínodos e conselhos, e foi onde nasceu a filha mais nova dos monarcas católicos e futura rainha da Inglaterra, Catarina de Aragão, e do imperador alemão Fernando, filho de Joanna "a Louca". Além disso, é famoso por ser o lugar onde foi realizado o primeiro encontro entre os monarcas católicos e Cristóvão Colombo.